# 郭英杰 (唐朝)
郭英杰（？—733年4月24日），字孟武，唐朝瓜州常乐县（在今甘肃瓜州县）人。郭知运之子，郭英乂之兄。为左卫将军、幽州副总管。
开元十八年（730年），契丹可突于杀李邵固，立遥辇屈列为王，东华公主逃跑投靠平卢军。唐玄宗派知范阳节度事赵含章出击。派遣中书舍人裴宽、给事中薛偘大募壮士，拜忠王李浚河北道行军元帅，以御史大夫李朝隐、京兆尹裴伷先为副，帅郭英杰、程伯献、张文俨、宋之悌、李东蒙、赵万功等八总管出击契丹。又以忠王兼河东道诸军元帅，忠王最终没有出动。以礼部尚书信安郡王李祎持节河北道行军副元帅，与赵含章率军大破可突于。开元二十一年（733年），幽州长史薛楚玉派遣郭英杰及裨将吴克勤、乌知义、罗守忠等率一万名精锐骑兵及投降过来的奚族军队进攻契丹，驻扎在榆关之外。可突干引来突厥军队配合契丹，闰三月初六，在都山之下作战，奚人采取骑墙观望的态度，分兵凭险自守。唐军失利，乌知义、罗守忠率麾下便道逃归。郭英杰与吴克勤逢贼力战，最终二将阵亡。其下精锐六千馀人仍与契丹苦战，契丹军把郭英杰的头颅挂出来给他们看，唐兵仍不投降，最后全部被契丹军杀死。